# Agent 86
Agent 86 war eine US-amerikanische Hardcore- und Punk-Band. Einziges konstantes Mitglied ab der Gründung 1981 war der Sänger und Gitarrist Mike Briggs. Die Band war bis zu ihrer Auflösung eine der ältesten noch aktiven Bands des Genres in den Vereinigten Staaten.

## Geschichte
Agent 86 wurde 1981 in Arcata im nördlichen Kalifornien gegründet; alle Mitglieder waren zu diesem Zeitpunkt Studenten an der Humboldt State University. Der Bandname entspricht dem Codenamen des Agenten Maxwell Smart in der US-Fernsehserie Mini-Max, von der Sänger Briggs ein großer Fan war. Die 1986 erschienene EP Apartheid American Style wurde von Joe „Shithead“ Keithley von der kanadischen Hardcore-Band D.O.A. produziert und über das bandeigene Label Arcatones veröffentlicht. Schlagzeuger Eric Strand spielte nach seinem Weggang von Agent 86 bei Victims Family. In den frühen 1990er-Jahren unternahm die Band zwei Europa-Tourneen, unter anderem 1992 mit der US-Band Jawbreaker und der norwegischen Band Punishment Park durch Belgien, Frankreich, Italien, Norwegen und das kriegsgeplagte Jugoslawien. In Belgien spielte die Band dabei auf dem ersten Ieperfest.
Im Anschluss an die finanziell desaströse 1992er-Tournee zogen Mike Briggs und seine damalige Ehefrau, Bassistin Michelle Orgill, nach Eugene, später weiter nach Washington, Seattle und 2008 schließlich nach Las Vegas. An seinem jeweiligen Wohnort belebte Briggs Agent 86 mit wechselnden Musikern neu, wodurch die Band auf ca. 50 ehemalige Mitglieder kommt; allein zwischen 2008 und 2014 beschäftigte die Band 14 Schlagzeuger. Um die häufigen Wechsel einzudämmen, wechselte Bassistin „Ms. B Haven“, Briggs’ neue Ehefrau, vom Bass an das Schlagzeug. Briggs’ ca. 2006 geborene Tochter London war ab mindestens 2014 gelegentlich als Hintergrundsängerin für die Band tätig.
In den 2010er-Jahren erkrankte Mike Briggs an Darmkrebs. 2011 absolvierte die Band eine Tour durch die USA. Im Februar 2018 wurde Briggs im Rahmen einer Diabeteserkrankung ein Bein amputiert. Die Band spielte dennoch weiterhin regelmäßig Konzerte, bis Briggs im April 2019 seinem Krebsleiden erlag.

## Stil
Der Musikjournalist Steven Blush bezeichnet die frühen EPs der Band mit Hinblick auf eingewobene Elemente aus Reggae und Ska als „Rasta-Core“. Green Day benennen Agent 86 als einen ihrer frühen Einflüsse. Mike Briggs beschrieb die Musik seiner Band als Mischung aus Punk-Rock und Melodic Hardcore. Die Texte der Band behandeln vorrangig Alltagsgeschichten und aktuelle politische Ereignisse.

## Diskografie
- 1983: Protect the Earth (EP, Counterpeace Records)
- 1985: Scary Action (EP, Arcatones)
- 1986: Apartheid American Style (EP, Arcatones)
- 1990: Vietnam Generation (EP, New Wave Records)
- 1992: Just Say No (New Wave Records)
- 1994: Split-EP mit Urban Navahos (Explicit Sounds)
- 2009: Moslems Are the New Jews and Bush Is the New Hitler (District Records)
- 2014: Jurassic Punk (Rastacore Records)

### Kompilationsbeiträge
Nur erwähnt, wenn nicht auf regulären Tonträgern enthalten.
- 2004: Punks And Pints – Seattle's Best Punk (Sliver Records, Track Rally 'Round The Flag)